# Traffic Inspector Next Generation
Traffic Inspector Next Generation – межсетевой экран следующего поколения, относящийся к классу Unified Threat Management (UTM). В основе разработки лежит дистрибутив с открытым кодом OPNsense. Решение устанавливается как шлюз на границе сети для контроля сетевых потоков между внутренней сетью и Интернетом.

## История продукта
Traffic Inspector Next Generation был представлен рынку компанией Смарт-Софт в июле 2016 года.
Одновременно с базовой версией был выпушен Traffic Inspector Next Generation Enterprise - универсальный шлюз безопасности (UTM) для географически распределенной корпоративной сети. Решение состоит из кластера продуктов Traffic Inspector Next Generation и единого центра управления Center Management System.  
В декабре 2017 Смарт-Софт сообщил о получении сертификата для универсального шлюза безопасности Traffic Inspector Next Generation версии 1.0.2, подтверждающего соответствие требованиям ФСТЭК России к межсетевым экранам.
До 2020 года Traffic Inspector Next Generation поставлялся исключительно как программно-аппаратный комплекс. Аппаратная платформа продукта была преимущественно представлена серверами DEPO Computers. С 2020 года Traffic Inspector Next Generation продается как Программно-аппаратный комплекс и как образ виртуальной машины (Программное обеспечение).
В 2022 году разработчик выпустил облачный межсетевой экран Traffic Inspector Next Generation, включающий в себя все функции традиционного шлюза безопасности и обеспечивающий многоуровневую защиту виртуальной и локальной ИТ-инфраструктуры от киберугроз.
В 2022 году также вышла облегченная программная модификация Traffic Inspector Next Generation Light, ориентированная на управление доступом пользователей в интернет.
В 2023 году продукт прошел повторную сертификацию во ФСТЭК (версия 1.10) на соответствие требованиям к межсетевым экранам типа «А» и «Б» 4-го класса защиты, к системам обнаружения вторжений уровня сети 4-го класса защиты, а также требованиям по безопасности информации – по 4-му уровню доверия.

## Награды
Финалист премии "Цифровые вершины" в номинации "Лучшее решение для повышения информационной безопасности", 2019 г.

## Отличия от OPNsense
Сотрудничество Смарт-Софт с командой OPNsense началось с создания русской локализации для основной ветки проекта. Команда Смарт-Софт провела для Traffic Inspector Next Generation не только глубокий рефакторинг кода проекта, но и вносит свой осознанный вклад в развитие OPNsense, передавая его команде разработанные Смарт-Софт модули, которые становятся доступными для использования в любой стране.
Доработки команды Смарт-Софт:
- Централизованное управление географически распределённой сетью UTM-шлюзов на базе Traffic Inspector Next Generation.
- ГОСТ-шифрование для VPN.
- Интеграция с Active Directory.
- Интеграция с legacy-AD.
- Интеграция с Linux.
- Интеграция с шлюзовым антивирусом российского производства.
- Фильтрация контента по категориям.
- Глубокая инспекция сетевых пакетов.
- Оптимизированная аналитическая подсистема.
- Поддержка кириллицы.
- Политики доступа в интернет.
- Балансировка нагрузки n+2.

## Базовый функционал
Более 80 функций защиты сети, организации и контроля доступа пользователей в интернет:
- Защита сети от киберугроз: межсетевой экран, система обнаружения и предотвращения вторжений (IDS/IPS), шлюзовый антивирус, контроль приложений (L7-фильтрация).
- Контроль доступа в интернет: фильтрующий веб-прокси, различные методы аутентификации, контентная фильтрация, декодирование HTTPS-трафика, Captive Portal.
- Канал и трафик (организация доступа): VPN (в т.ч. ГОСТ-VPN, Site-to-Site IPSec), шейпирование трафика, балансировка канала, Connection Failover, кластер высокой доступности, централизованная система управления (CMS).
- Мониторинг и отчеты: мониторинг трафика, отчеты по веб-прокси, системный журнал, журнал сетевого экрана.

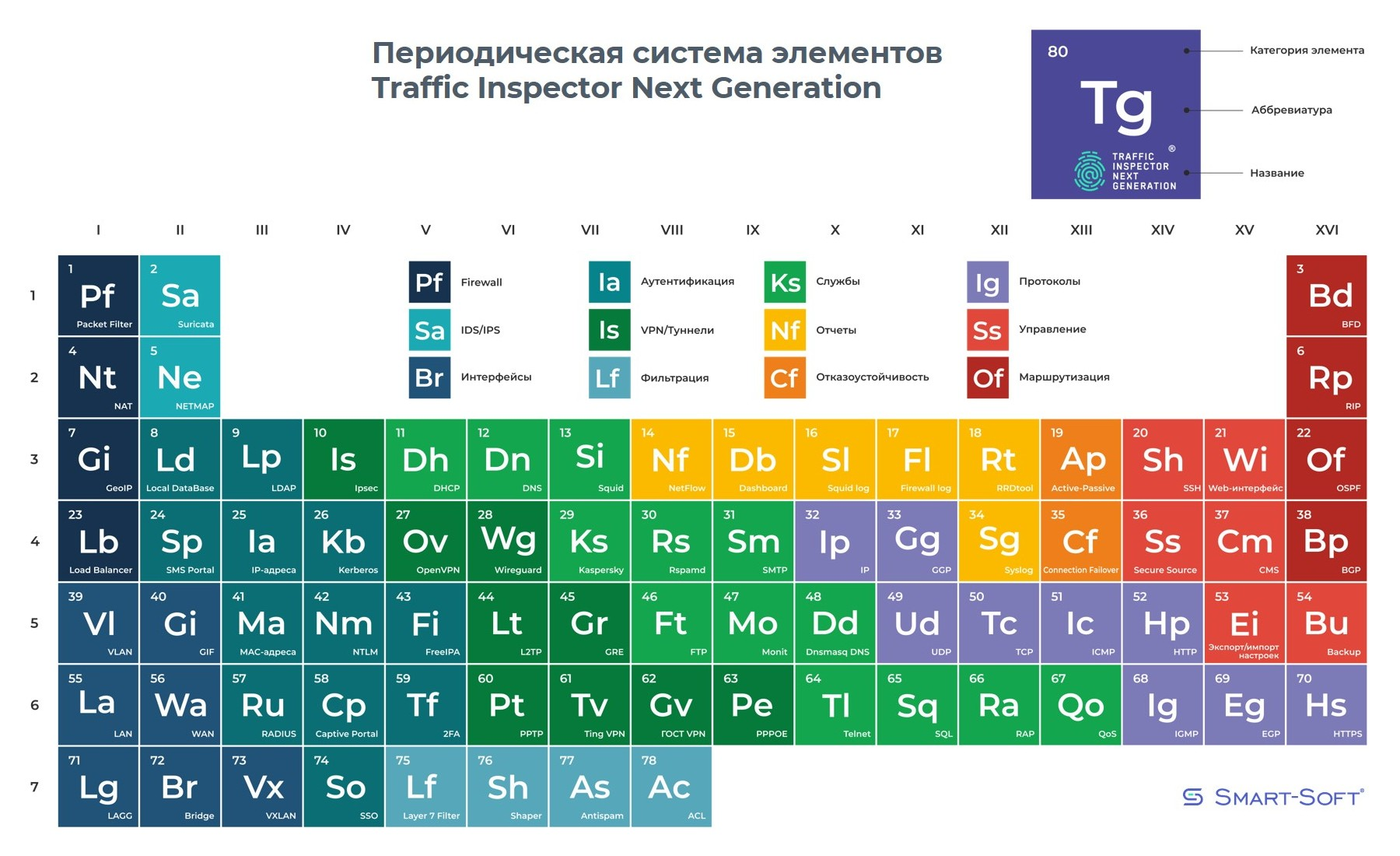
Функционал Traffic Inspector Next Generation

## Совместимость и технологические бандлы
Дополнительные модули Traffic Inspector Next Generation:
- Антивирусной защиты Traffic Inspector Next Generation Anti-Virus powered by Kaspersky.
- Контентной фильтрации NetPolice для Traffic Inspector Next Generation.
- Многофакторной аутентификации MULTIFACTOR для Traffic Inspector Next Generation.

Traffic Inspector Next Generation обладает подтвержденной вендорами совместимостью с ИТ и ИБ-решениями:
- ГОСТ VPN – есть возможность установки сертификата Криптоком.
- SIEM-система RuSIEM.
- DLP-системы Solar Dozor, СёрчИнформ КИБ, Гарда Предприятие.

- Российская операционная система Astra Linux.
- Российская система виртуализации ROSA Virtualization.